# Geomeun jip
Geomeun jip (internationaal uitgebracht als Black House) is een Zuid-Koreaanse thriller uit 2007 onder regie van Shin Tae-ra. Het verhaal van de film is gebaseerd op dat uit het boek Kuroi Ie ('het zwarte huis') van Yûsuke Kishi en werd onder die titel in 1999 al eens in het Japans verfilmd. De hoofdrollen worden vertolkt door Hwang Jung-min, Yu Sun en Shin-il Kang.

## Verhaal
Jeon Jun-oh (Jeong-min Hwang) was er als jongetje getuige van hoe zijn jongere broertje Jun-suk zelfmoord pleegde door van het dak van een gebouw af te springen. Jun-suk was door een broze gezondheid klein van gestalte en werd daardoor veel gepest, zonder dat Jun-oh hem ooit te hulp schoot. Laatstgenoemde wordt als volwassene nog steeds geplaagd door nachtmerries waarin hij zijn broertje van het gebouw af ziet springen en kampt nog altijd met schuldgevoelens hierover. Hij vindt dat hij te kort is geschoten door te weinig oog te hebben voor de menswaardigheid van Jun-suk, die anders misschien nog geleefd had.
Jun-oh is als volwassen man aangenomen bij een verzekeringsmaatschappij waarvoor hij de rechtmatigheid van claims moet onderzoeken en bevestigen voordat zijn bedrijf geld uitkeert. Hij is daarbij zo zachtaardig en sociaal dat hij nog weleens tegen de regels van zijn werkgever ingaat en zijn klanten voorziet van advies over de verzekeringsvoorwaarden, waarmee zij hun voordeel kunnen doen. Hij heeft vooral oog voor de mensen met wie hij werkt en minder voor de cijfertjes. Omdat Jun-ohs collega het druk heeft met een zaak van een man die ziektes lijkt te simuleren, mag hij voor het eerst alleen een andere zaak aannemen. Zodoende komt hij aan bij het huis van Park Chung-bae (Shin-il Kang). Die wilde een nieuwe verzekeringsagent omdat hij ontevreden vertelde te zijn over de vorige. Hij roept zijn stiefzoontje Bo-hun om erbij te komen, maar die reageert niet. Wanneer hij aan Jun-oh vraagt of die het jongetje van zijn kamer wil halen, vindt Jun-oh hem daar opgehangen aan de plafondventilator, dood.
De zaak zit Jun-oh niet lekker en dat verergerd als blijkt dat er een levensverzekering van 300.000 yen was afgesloten op het leven van Bo-hun. In tegenstelling tot diens natuurlijke moeder Shin Yi-hwa (Seon Yu) reageert stiefvader Chung-bae van begin af aan namelijk volkomen stoïcijns op de dood van het jongetje. Bovendien meldt hij zich vanaf de volgende dag elke dag om drie uur 's middags op het verzekeringsbedrijf om te vragen of er al goedkeuring is om de 300.000 yen uit te keren. Jun-oh vermoedt dat er geen sprake is van zelfdoding, maar van moord omwille van het verzekeringsgeld. Hij laat zich niet opjagen door de constante verschijningen van Chung-bae, maar vindt vanaf dat moment elke dag bij thuiskomst dertig berichtjes op zijn antwoordapparaat waarin enkel en alleen wordt gezwegen. Hij raakt zo betrokken bij de zaak dat zijn echtgenote Mi-Na (Seo-hyeong Kim) het op zeker moment niet meer aan kan en bij hem weggaat. Zij hoopte dat zijn nachtmerries over Jun-suk op zeker moment zouden verdwijnen en Jun-oh zich op zeker moment volledig met hun eigen leven zou gaan bezighouden. Ze ziet hem nu weer zo maniakaal bezig met een zelfmoordzaak dat ze die hoop opgeeft.
In zijn zoektocht naar bewijzen om aan te tonen dat Chung-bae mogelijk een gevoelloze sociopaat is, stuit Jun-oh op heel andere informatie. Chung-bae blijkt de derde echtgenoot te zijn van Yi-hwa. Haar eerste man heeft zichzelf verhangen en de tweede hakte zijn beide onderarmen af. In beide gevallen kreeg zij een ruime financiële vergoeding van een verzekeringsmaatschappij uitgekeerd. Jun-oh kreeg van de bevriende psycholoog Han Seung-kyo het advies naar tekenen van sociopathie te zoeken, waarop ook die die even later vermoord wordt gevonden door inspecteur Oh. Hij ziet in dat Yi-hwa de kwade genius is in zijn zaak, niet haar man Chung-bae. Die blijkt dan ook net te zijn opgenomen in het ziekenhuis omdat hij bij een 'ongeluk' allebei zijn armen verloor.
Voor een collega van Jun-oh staat vast dat Yi-hwa een moordenares is, ondanks dat hij dit niet kan bewijzen. Hij stelt haar voor om af te zien van verzekeringsgeld, waarvoor ze in ruil al het betaalde premiegeld terugkrijgt en het bedrijf geen aangifte tegen haar doet. Wanneer hij de volgende dag naar Yi-hwa's huis gaat om haar antwoord te horen, loopt hij in een val. Zijn voet komt in een klem die zijn vlees doorboort en met de hieraan bevestigde ketting trekt Yi-hwa hem onder een voorbijrijdende trein. Jun-oh wordt gebeld door Mi-na dat hun hond Becky is onthoofd. Wanneer hij bij haar woning komt, is ook zijn echtgenote verdwenen, maar hij denkt te weten waar ze is. Hij vindt haar daadwerkelijk, vastgebonden maar levend in het keldergewelf onder het huis van Yi-hwa. De ruimte is bezaaid met halve menselijke torso's en afgehakte lichaamsdelen, sommige met dichtgenaaide mond en ogen. Yi-hwa hoort het gestommel in haar kelder en gaat bewapend met een mes kijken. Ze is niet van plan iemand levend te laten ontsnappen die haar kan verraden. Ze lijdt aan zo'n chronische pijnen dat ze volkomen krankzinnig is geworden.

## Rolverdeling
- Jeong-min Hwang - Jeon Jun-oh
- Shin-il Kang - Park Chung-bae
- Seo-hyeong Kim - Mi-na
- Seon Yu - Shin Yi-hwa
- Su-han Choi - ...
- Jeong-min Hwang - ...
- In-gi Jung - ...
- Ji-young Moon - ...
- Seung-Mok Yoo - ...

## Achtergrond
- De film is een productie van CJ Entertainment en Kadokawa Pictures.
- Kim Joo-Sung was de uitvoerend producent.